# Micraglossa tagalica
Micraglossa tagalica là một loài bướm đêm trong họ Crambidae.